# The Prayer of Saint Gregory
The Prayer of Saint Gregory is een compositie van Alan Hovhaness. Het werk ontstond als een intermezzo in zijn opera Edzjmiatsin opus 62. Die opera behandelt de stichting van het Christendom in Armenië door Sint Gregorius in het begin van de 4e eeuw. Sint Gregorius staat en stond lange tijd model voor de Christelijke Armeniërs, die sinds lange tijd zich omringd zien door andere religies. Sint Gregorius overleefde tal van jaren de kerkers van Khor Virab en na zijn vrijlating genas hij zijn onderdrukker van krankzinnigheid.
Het intermezzo wordt gespeeld door een trompettist, die een cantor speelt tegenover de gemeente, die bestaat uit of een strijkorkest (versie a uit 1946) of een harmonieorkest (symphonic band) (versie b uit 1972).
Eigenaardig detail bij dit werk is, dat toen de eerste uitvoering plaatsvond de solist Gerard Schwarz was, toen trompettist en anno 2010 al jaren chef-dirigent bij de Seattle Symphony, dat een aantal werken van de componist op compact disc zette. Dirigent was toen Kenneth Brion (die dat in 2010 deed); het orkest de North Jersey Wind Symphony.
De componist zou later nog een keer gebruikmaken van zijn opera bij zijn 21e symfonie.

## Discografie
Het werk mag zich verheugen in een behoorlijke discografie
- Uitgave Naxos: Dirigent was Kenneth Brion; orkest was het Royal Scottish Academy of Music and Drama Wind Orchestra (opname 2003)
- Uitgave Koch International: Manhattan Chamber Orchestra o.l.v. Richard Auldon Clark (met strijkinstrumenten)(niet meer verkrijgbaar);
- Uitgave Crystal Records (ooit begonnen met uitgeven van Hovhaness muziek): Polyphonia Orchestra o.l.v. componist; deze vermeldde abusievelijk opus 626;
- Uitgave Crystal Records: Crystal Chamber Orchestra o.l.v. Ernest Gold.